# Темні місця
Темні місця (англ. Dark Places) — англійський фільм жахів 1974 року.

## Сюжет
Колишній головний лікар психіатричної лікарні Едвард Фостер дізнається, що померлий пацієнт його клініки, Ендрю Марр, сховав величезну суму грошей у старому будинку, який йому належав. Едвард вирішує переїхати в цей будинок і не поспішаючи зайнятися пошуками багатства. Але цей особняк зберігає в собі темні секрети. Адже власник будинку опинився в лікарні після жорстокого вбивства своєї дружини, двох дітей і гувернантки. Крім того, у Едварда з'являються конкуренти в особі місцевого доктора Мандевіля і його дружини Сари.

## У ролях
| Актор              | Роль                       |
| ------------------ | -------------------------- |
| Крістофер Лі       | доктор Ян Мандевіль        |
| Джоан Коллінз      | Сара Мандевіль             |
| Герберт Лом        | Прескотт                   |
| Джейн Біркін       | Альта                      |
| Роберт Гарді       | Едвард Фостер / Ендрю Марр |
| Джин Марш          | Вікторія                   |
| Карлтон Гоббс      | Старий Марр                |
| Рой Еванс          | Бакстер                    |
| Мартін Бодді       | сержант Райлі              |
| Джон Глін-Джонс    | керуючий банком            |
| Джон Лівін         | доктор                     |
| Дженніфер Таніч    | Джессіка                   |
| Майкл Маквей       | Френсіс                    |
| Баррі Лайнхен      | сторож притулку            |
| Лінда Грей         | жінка на пагорбі           |
| Лісандре де ла Хей | дитина на пагорбі          |
| Ерл Роудс          | дитина на пагорбі          |